# Ruy Barbosa de Oliveira

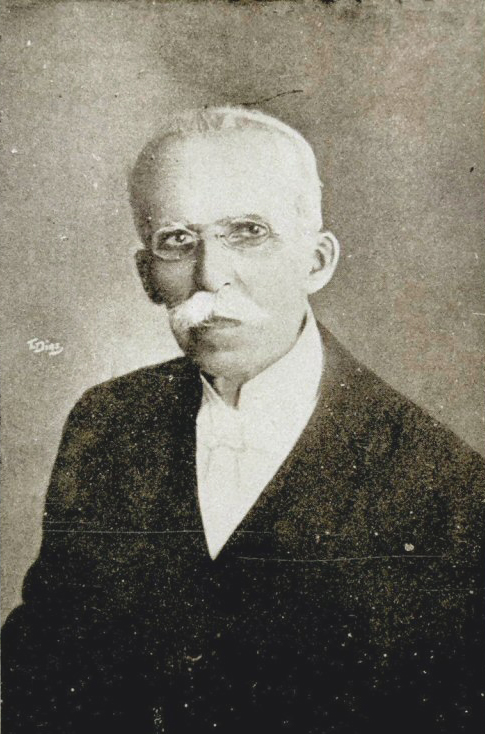
Rui Barbosa de Oliveira

Ruy Barbosa de Oliveira (Salvador, 5 november 1849 - Petrópolis, Rio de Janeiro, 1 maart 1923), was een Braziliaans politicus, schrijver en diplomaat.

## Biografie
Ruy Barbosa was reeds op zeer jeugdige leeftijd politiek actief. Op negentienjarige leeftijd sprak hij een rede uit waarin hij de slavernij veroordeelde. Nadien stond hij bekend als een actief abolitionist. Hij studeerde van 1864 tot 1867 rechten aan de Faculdade de Direito de Olinda (Olinda). Vóór zijn 30e verjaardig vertaalde hij het boek The Pope and the Council van Johann Joseph Ignaz von Döllinger (pseudoniem "Janus") in het Portugees. Von Döllinger, oorspronkelijk een rooms-katholiek, daarna oudkatholieke priester, die fel gekant was tegen het dogma van de onfeilbaarheid van de Paus (bedoeld wordt de uitspraken van de Paus). Het was echter niet zomaar een vertaling, het stond ook vol voetnoten en aanvullingen waarin hij het rooms-katholicisme aanviel als in strijdig met de oorspronkelijke bedoelingen van het christendom. Hij bleef echter een christen.

## Minister in de eersterepublikeinseregering
Ruy Barbosa ontwikkelde zich tot een republikein en in 1889, na de proclamatie van de Republiek Brazilië, vicevoorzitter van de voorlopige regering onder maarschalk Deodoro da Fonseca en minister van Financiën. Barbosa was een van de weinige burgerlijke politici in de voorlopige regering. In zijn functie als kabinetsminister was hij verantwoordelijk voor de scheiding van Kerk en staat, die veel ruimte overliet voor de ontplooiing van de kerkgenootschappen (in het bijzonder de Rooms-Katholieke Kerk) zonder dat zij onderhevig waren aan overheidsbemoeienis, zoals eerder onder de monarchie. Onderwijs werd echter een staatsaangelegenheid, hetgeen bekritiseerd werd door de Rooms-Katholieke Kerk.

## Vlag van Brazilië
Ruy Barbosa ontwierp ook een vlag voor Brazilië (1889). Zijn ontwerp leek sterk op die van de Verenigde Staten van Amerika. Dit ontwerp werd echter afgewezen door de voorzitter van de voorlopige regering, maarschalk Deodora da Fonseca. Deodoro da Fonseca's voorstel om de vlag te baseren op de oude monarchistische vlag, werd uiteindelijk aanvaard.

## Meningsverschillen met de militaire leiding
Spoedig na zijn aantreden als minister raakte Barbosa in conflict met de door militairen gedomineerde regering. Ruy Barbosa was fel tegenstander van militairen in de politiek. Vooraanstaande militairen in de regering, zoals de maarschalken Deodora da Fonseca en Folriano Peixoto, waren echter niet van plan om op te stappen. De macht van de militairen in de voorlopige regering werd zelfs versterkt toen Floriano eind april 1890 minister van Defensie werd. In augustus 1890 werd Ruy Barbosa zelfs terzijde geschoven en werd Floriano vicevoorzitter van de voorlopige regering. Op 25 februari 1891 werd Deodora da Fonseca tot president van Brazilië gekozen en Floriano Peixoto tot vicepresident. Sindsdien voerde Barbosa oppositie vanuit de Senaat, eerst tegen president Deodora da Fonseca (1891) en daarna tegen Floriano die Da Fonseca als president was opgevolgd (1891-1894).
Na zijn ministerschap was Barbosa ook als journalist actief.

## Haagse Vredesconferentievan 1907
Ruy Barbosa vertegenwoordigde in 1907 Brazilië bij de Tweede Haagse Vredesconferentie. Aanvankelijk viel hij nauwelijks op en werd hij vanwege zijn ernstige overkomen door de Hagenaars Mr. Verbosa genoemd. Later verwierf hij het respect en de sympathie van de deelnemers aan de Tweede Haagse Vredesconferentie en verkreeg hij de bijnaam The Eagle of The Hague ("De Adelaar van Den Haag"). Tijdens de Vredesconferentie maakte hij zich sterk voor de stichting van een Internationaal Gerechtshof.

## Presidentskandidaat
Ruy Barbosa stelde zich in 1909 kandidaat voor het presidentschap. Hij nam het op tegen maarschalk Hermes da Fonseca, de neef van Deodora da Fonseca. Hermes da Fonseca won de Braziliaanse presidentsverkiezingen van 1910 echter. In 1913 en in 1919 deed hij nogmaals (tevergeefs) een gooi naar het presidentschap.
Ruy Barbosa weigerde in 1919 om Brazilië te vertegenwoordigen bij de Volkenbond. In 1921 trad hij als senator terug.
Ruy Barbosa overleed op 1 maart 1923 in Petrópolis, de oude keizersstad.

## Trivia

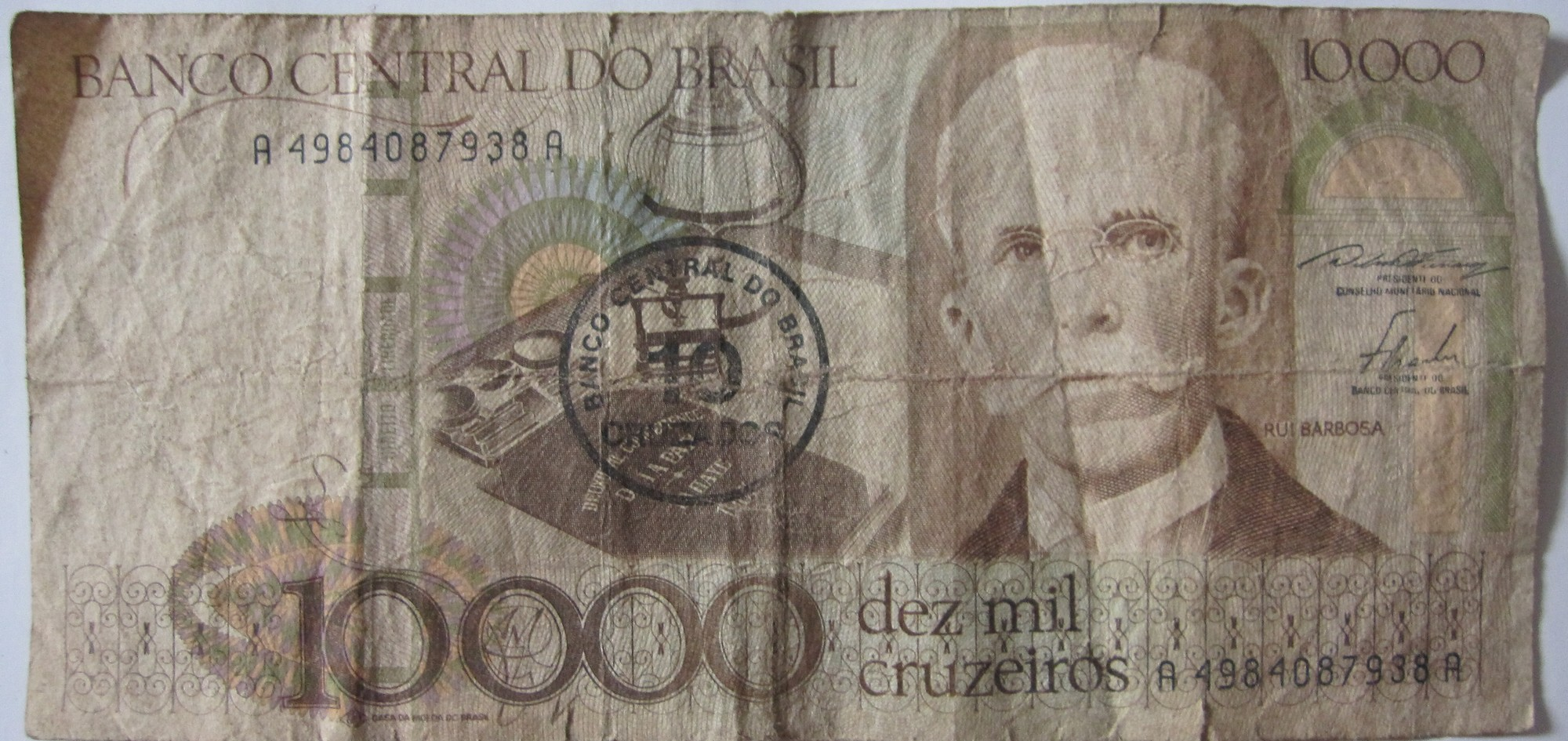
Bankbiljet van 10.000 cruzeiro (overdrukt met 10 cruzado) met Rui Barbosa

- Ruy Barbosa nam deel aan de Tradução Brasileira, de Braziliaanse Bijbelvertaling van de Braziliaanse protestanten. Deze vertaling is echter nooit een groot succes geworden.
- Ruy Barbosa was afgebeeld op de Braziliaanse bankbiljetten van 10.000 "nieuwe" cruzeiro (in 1986 vervangen door 10 cruzado), naast een document met opschrift Deuxième Conférence de la Paix - La Haye 1907.

## Verwijzingen
1. ↑  http://www.cs.unc.edu/~plaisted/Peterson2.doc
2. ↑  "Order and Progress," A Political History of Brazil, door: Ronald M. Schneider (1991), blz. 71
3. ↑  Het Vredespaleis 1913-1988, door: Arthur Eyddinger (1988), blz. 90

- Biblioteca Nacional de España: XX1510298
- Bibliothèque nationale de France: cb12038405t (data)
- Catàleg d'autoritats de noms i títols de Catalunya: 981058511485906706
- Gemeinsame Normdatei: 118745956
- International Standard Name Identifier: 0000 0001 2279 4735
- Library of Congress Control Number: n50032268
- Nationale Bibliotheek van Tsjechië: mzk2011618172
- Nationale bibliotheek van Australië: 35013504
- Nationale Bibliotheek van Israël: 987007280300905171
- Nederlandse Thesaurus van Auteursnamen: 070250766
- LIBRIS: 335607
- Système universitaire de documentation: 02857589X
- Trove: 789973
- Virtual International Authority File: 46777602